# Spermophorides caesaris
Spermophorides caesaris är en spindelart som först beskrevs av Jörg Wunderlich 1987.  Spermophorides caesaris ingår i släktet Spermophorides och familjen dallerspindlar.
Artens utbredningsområde är Kanarieöarna. Inga underarter finns listade i Catalogue of Life.